# Narongchai Vachiraban
Narongchai Vachiraban (en tailandés: ณรงค์ชัย วชิรบาล, provincia de Nakhon Pathom, Tailandia, 16 de febrero de 1981) es un exfutbolista de Tailandia que jugaba en la posición de centrocampista.

## Carrera

### Club
| Periodo   | Club                         | Apariciones | Goles |
| --------- | ---------------------------- | ----------- | ----- |
| 1999-2002 | Bangkok Christian College FC | 35          | 13    |
| 2003–2004 | BEC Tero Sasana              | 22          | 5     |
| 2005      | Bình Định FC                 | 17          | 4     |
| 2006–2009 | Buriram PEA                  | 79          | 12    |
| 2010      | Police United FC             | 10          | 1     |
| 2010      | Muangthong United            | 8           | 1     |
| 2011–2013 | Chainat Hornbill FC          | 32          | 0     |
| 2013–2015 | PTT Rayong                   | 21          | 2     |
| 2016–2017 | Chainat Hornbill FC          | 7           | 0     |
| 2017      | PTU Pathumthani              | 4           | 0     |
| 2019      | Simork FC                    | 4           | 0     |

### Selección nacional
Jugó para Tailandia en 23 ocasiones de 2002 a 2011 y anotó tres goles; participó en la Copa Asiática 2004 y en los Juegos Asiáticos de 2002.

## Logros

### Club
- Thai Premier League: 2008, 2010
- Thai Division 1 League: 2001–02

### Selección nacional
- Sea Games: 2001

## Estadísticas

### Apariciones y goles por año
| Tailandia | Tailandia   | Tailandia |
| Año       | Apariciones | Goles     |
| --------- | ----------- | --------- |
| 2002      | 6           | 1         |
| 2003      | 1           | 1         |
| 2004      | 5           | 1         |
| 2005      | 0           | 0         |
| 2006      | 0           | 0         |
| 2007      | 3           | 0         |
| 2008      | 2           | 0         |
| 2009      | 0           | 0         |
| 2010      | 5           | 0         |
| 2011      | 1           | 0         |
| Total     | 23          | 3         |

### Goles con selección nacional
| #  | Fecha      | Sede               | Rival             | Resultado | Torneo          |
| -- | ---------- | ------------------ | ----------------- | --------- | --------------- |
| 1. | 27-12-2002 | Yakarta, Indonesia | Vietnam           | 4–0       | 2002 Tiger Cup  |
| 2. | 20-2-2003  | Bangkok, Tailandia | Suecia            | 1–4       | 2003 King's Cup |
| 3. | 10-7-2004  | Bangkok, Tailandia | Trinidad y Tobago | 3-2       | Amistoso        |